# Ampulex raptor
Ampulex raptor är en  stekelart som beskrevs av Frederick Smith 1856.
Ampulex raptor ingår i släktet Ampulex och familjen Ampulicidae. Inga underarter finns listade i Catalogue of Life.